# 438 av. J.-C.
Cette page concerne l'année 438 av. J.-C. du calendrier julien proleptique.

## Événements
- 13 janvier (13 décembre 439 du calendrier romain) : début à Rome du consulat de Agrippa Menenius Lanatus, T. Quinctius Capitolinus Barbatus VI[1].
  - Cincinnatus nommé à nouveau dictateur, réprime une révolte de la plèbe puis retourne dans sa ferme. Spurius Maelius, soupçonné d’aspirer à la royauté, est tué par le maître de cavalerie Caius Servilius Ahala[1].
- Mars-avril :  Alceste, d'Euripide, est présenté aux Grandes Dionysies à Athènes[2].
- Juin-juillet, Athènes : dédicace du Parthénon pendant les Panathénées[3]. Inauguration de la statue chryséléphantine d'Athéna Parthénos, réalisée  par Phidias. Accusé d’avoir détourné de l’or par les ennemis de Périclès, le sculpteur doit s’exiler d’Athènes[4].

- Fidènes, ancienne ville étrusque devenue colonie romaine, se soulève contre Rome et chasse les colons. Véies intervient en sa faveur, avec le soutien des Falisques et de la cité de Capena. Fidènes est néanmoins reprise en 435 av. J.-C.[5].
- Fondation de la nation campanienne par les Samnites selon Diodore de Sicile. Vers 420 av. J.-C. ils s’emparent  de Capoue, puis de Cumes en 416 av. J.-C.[6].

- Début du règne de Spartokos, roi du Bosphore, fondateur de la dynastie des Spartocides (fin en 432 av. J.-C.)[7].

## Décès en -438
- Pindare, poète lyrique, à Argos (né à Thèbes en 522 ou 518  av. J.-C.), spécialiste de l’ode triomphale (épinicie) en l’honneur des vainqueurs des grands jeux panhelléniques.